# Kolamaranakuppe, Ramanagara
Kolamaranakuppe là một làng thuộc tehsil Ramanagara, huyện Ramanagara, bang Karnataka, Ấn Độ.